# فاتو بنسودة
فاتو بوم بنسودا (بالإنجليزية: Fatou Bensouda)(ولدت باسم نيانغ في 31 يناير 1961)، هي محامية غامبية، شغلت منصب المدعي العام للمحكمة الجنائية الدولية سابقًا. تشغل منذ 3 أغسطس 2022 منصب المفوضة السامية لغامبيا لدى المملكة المتحدة.
بدأت بنسودا عملها في المحكمة الجنائية الدولية كنائب للمدعي العام مسؤولة عن قسم الادعاء من عام 2004 حتى 2012، ثم تولّت منصب المدعية العامة من يونيو 2012 حتى يونيو 2021. كما شغلت في وقت سابق منصب وزيرة العدل والنائبة العامة في غامبيا بين عامي 1998 و2000، وعملت أيضًا كمستشارة قانونية ومحامية في المحكمة الجنائية الدولية الخاصة برواندا.
في 2 سبتمبر 2020، أدرجتها إدارة الرئيس الأمريكي دونالد ترامب ضمن "قائمة الرعايا الخاضعين لتصنيفات خاصة"، ما حظر على الأفراد والشركات الأمريكية التعامل معها. وفي 2 أبريل 2021، ألغى الرئيس جو بايدن هذا القرار التنفيذي، وأزال اسمها من القائمة، واصفًا العقوبات السابقة بأنها "غير مناسبة وغير فعّالة"، وذلك في بيان أصدره وزير الخارجية الأمريكي أنتوني بلينكن. ومع ذلك، أعادت الإدارة الأمريكية التأكيد على معارضتها لتحركات المحكمة الجنائية الدولية فيما يتعلق بالتحقيقات في أفغانستان والصراع الفلسطيني الإسرائيلي.

## المسيرة المهنية

### في عهد داوودا جاوارا
بدأت فاتو بنسودا مسيرتها المهنية في عام 1987 كمستشارة قانونية في غامبيا، ثم تولّت منصب نائبة مدير النيابة العامة في فبراير 1994 خلال فترة حكم الرئيس داوودا جاوارا.

### في عهد يحيى جامع
عقب استيلاء الرئيس يحيى جامع على السلطة عبر انقلاب عسكري في يوليو 1994، لعبت بنسودا دورًا محوريًا في السنوات الأولى من حكمه، فشغلت منصب المستشارة القانونية العامة بين عامي 1996 و1998، ثم عُينت وزيرة للعدل ونائبة عامة في أغسطس 1998. أقالها جامع من منصبها في مارس 2000، فاتجهت بعد ذلك إلى العمل في المحاماة الخاصة في غامبيا بين عامي 2000 و2002.

#### الانتقادات
واجهت بنسودا انتقادات حادة بسبب عملها في عهد يحيى جامع، حيث اتهمها البعض بتجاهل انتهاكات حقوق الإنسان التي ارتكبها النظام، والتي شملت القتل خارج نطاق القانون وقمع المعارضين والصحفيين. وعلى الرغم من خدمتها في الحكومة لست سنوات، إلا أنها نادراً ما انتقدت النظام علنًا. لكنها أنكرت مسؤوليتها عن الملاحقات القضائية أو حالات التعذيب التي وقعت خلال فترة عملها في الحكومة.

### في عهد أداما بارو
عُينت بنسودا في عام 2022 مفوضة سامية لغامبيا لدى المملكة المتحدة، خلفًا لفرانسيس بلاين الذي توفي في يناير من العام نفسه.

### المحكمة الجنائية الدولية
بدأت بنسودا مسيرتها الدولية في المحكمة الجنائية الدولية لرواندا، حيث عملت كمستشارة قانونية ومحامية ادعاء، ثم ترقت لمنصب كبيرة المستشارين القانونيين ورئيسة وحدة المشورة القانونية (من مايو 2002 حتى أغسطس 2004). وفي 8 أغسطس 2004، انتُخبت نائبة المدعي العام (للادعاء) في المحكمة الجنائية الدولية، وأدّت اليمين في 1 نوفمبر من نفس العام.
وفي 12 ديسمبر 2011، اختيرت بالإجماع لتخلف لويس مورينو أوكامبو في منصب المدعي العام للمحكمة الجنائية الدولية، وبدأت ولايتها في 15 يونيو 2012.
في 6 نوفمبر 2015، أُبلغت بأن جرائم حرب قد تكون ارتُكبت على السفينة "مرمرة" في 2010، والتي قُتل فيها تسعة نشطاء على يد قوات كوماندوز إسرائيلية، لكنها رأت أن الحادثة لا ترقى إلى مستوى يوجب فتح تحقيق رسمي.
في نوفمبر 2017، دعت المحكمة إلى النظر في توجيه اتهامات بجرائم حرب ارتُكبت خلال الحرب في أفغانستان، شملت مزاعم بالاغتصاب والتعذيب على يد القوات الأمريكية ووكالة الاستخبارات المركزية، بالإضافة إلى جرائم ضد الإنسانية من قِبل طالبان، وجرائم حرب من قِبل القوات الحكومية الأفغانية. رغم اعتراضات الولايات المتحدة على اختصاص المحكمة، فإن أفغانستان دولة موقعة على نظام روما الأساسي، ما يتيح للمحكمة اختصاصًا قانونيًا.
في أبريل 2018، وعلى خلفية أزمة الروهينغا في ميانمار، طلبت بنسودا من المحكمة إصدار حكم بتأكيد ولايتها القضائية على الأزمة، رغم أن ميانمار ليست طرفًا في نظام روما، وقد استندت في ذلك إلى أن اللاجئين دخلوا بنغلاديش، وهي دولة موقعة. وافقت المحكمة وبدأ تحقيق شامل.
في ديسمبر 2020، أعلنت بنسودا أن المحكمة وجدت مؤشرات على ارتكاب جرائم حرب وجرائم ضد الإنسانية في أوكرانيا خلال الفترة 2013-2014، بما يشمل قمع المظاهرات المؤيدة لأوروبا، والفظائع المرتبطة بضم روسيا للقرم، والدعم الروسي للمتمردين في شرق أوكرانيا. لم يُمنح الإذن بفتح تحقيق شامل إلا بعد مغادرتها المحكمة.
أفادت تقارير بأن مدير الموساد الإسرائيلي حينها، يوسي كوهين، وجّه تهديدات مباشرة إلى بنسودا وعائلتها في محاولة لثنيها عن فتح تحقيقات بشأن إسرائيل. وفي أقل من شهر قبل انتهاء ولايتها، صرّحت في بودكاست: "لقد اختبرت الضغوط والهجمات والتسييس، لكن ما نقوم به في هذا المكتب أمر بالغ الأهمية"، وأضافت: "التاريخ سيحكم علينا".
في 15 يونيو 2021، أنهت بنسودا ولايتها التي استمرت تسع سنوات كمدعية عامة للمحكمة الجنائية الدولية، وسلّمت مهامها إلى خلفها كريم خان.

## روابط خارجية
- فاتو بنسودة على موقع مونزينجر (الألمانية)